# Doctor Fun
Doctor Fun – komiks internetowy publikowany od 1993 do 2006 przez Davida Farleya. Najczęściej porównywany do The Far Side, stanowi serię niezbyt starannie rysowanych, jednopanelowych obrazków ilustrujących rozmaite anglojęzyczne żarty słowne oraz groteskowe sytuacje. Ze względu na swoją tematykę, najłatwiej rozumiany przez geeków.
Doctor Fun był pierwszym komiksem publikowanym na WWW, ale nie pierwszym dystrybuowanym za pośrednictwem Internetu (ten tytuł należy do Where the Buffalo Roam).